# Muhur (sockenhuvudort i Kina, Xinjiang Uygur Zizhiqu, lat 43,20, long 82,63)
Muhur (kinesiska: 莫乎尔, 莫乎尔乡) är en sockenhuvudort i Kina. Den ligger i den autonoma regionen Xinjiang, i den nordvästra delen av landet, omkring 400 kilometer väster om regionhuvudstaden Ürümqi. Antalet invånare är 9 737. Befolkningen består av 4 718 kvinnor och 5 019 män. Barn under 15 år utgör 22,0 %, vuxna 15-64 år 72 %, och äldre över 65 år 5,0 %.
Runt Muhur är det ganska glesbefolkat, med 40 invånare per kvadratkilometer. Det finns inga andra samhällen i närheten. Trakten runt Muhur består till största delen av jordbruksmark.
Genomsnittlig årsnederbörd är 394 millimeter. Den regnigaste månaden är juni, med i genomsnitt 62 mm nederbörd, och den torraste är mars, med 9 mm nederbörd.